# 奥济耶尔
奥济耶尔（法語：Ozières，法語發音：[ozjɛʁ]）是法国上马恩省的一个市镇，属于肖蒙区。

## 地理
奥济耶尔（48°10'26"N, 5°28'14"E）面积9.62 平方千米，位于法国大東部大區上马恩省，该省份为法国东北部内陆省份，北起马恩省和默兹省，西接奥布省，西南接科多尔省，东南接上索恩省，东临孚日省。
与奥济耶尔接壤的市镇（或旧市镇、城区）包括：克兰尚、孔西尼、于伊利埃库尔、米利埃、默兹河畔罗曼、托莱米利埃。

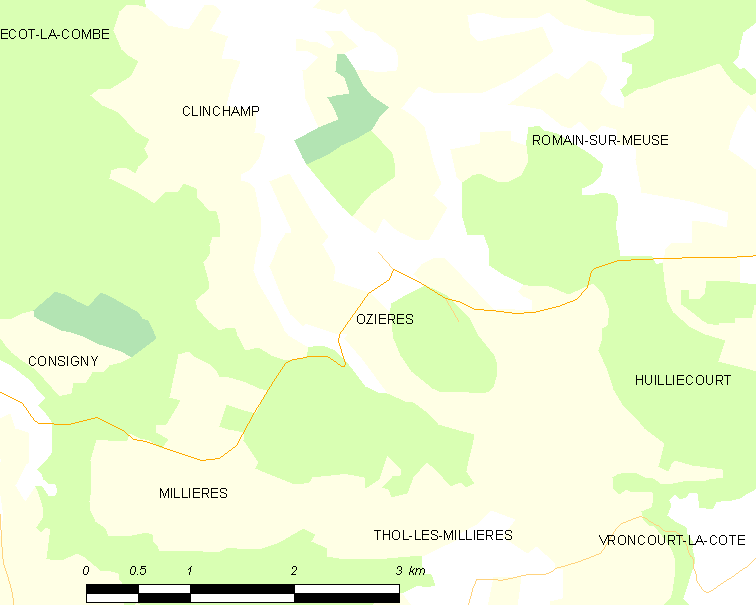
奥济耶尔的OSM定位图

奥济耶尔的时区为UTC+01:00、UTC+02:00（夏令时）。

## 行政
奥济耶尔的邮政编码为52700，INSEE市镇编码为52373。

## 政治
奥济耶尔所属的省级选区为普瓦松县。

## 人口

1962-2008年间奥济耶尔人口变化图示

奥济耶尔于2022年1月1日时的人口数量为33人。